# Citi Open 2011
Citi Open 2011 — жіночий тенісний турнір, що проходив на відкритих кортах з твердим покриттям. Це був перший турнір Citi Open, and was a part of the Турніри WTA International в рамках Туру WTA 2011. Відбувся College Park, Maryland in Вашингтон, США, з 26 липня до 31 липня 2011 року. Надія Петрова здобула титул в одиночному розряді.

## WTA Entrants

### Сіяні пари
| Nation          | Гравчиня          | Рейтинг* | Посіяний |
| --------------- | ----------------- | -------- | -------- |
| Ізраїль         | Шахар Пеєр        | 24       | 1        |
| Росія           | Надія Петрова     | 32       | 2        |
| Австрія         | Таміра Пашек      | 42       | 3        |
| Австралія       | Єлена Докич       | 53       | 4        |
| Сербія          | Бояна Йовановські | 58       | 5        |
| Велика Британія | Олена Балтача     | 60       | 6        |
| Індія           | Саня Мірза        | 64       | 7        |
| Італія          | Альберта Бріанті  | 68       | 8        |

- Рейтинг подано of 18 липня 2011.

### Інші учасниці
Нижче подано учасниць, що отримали вайлд-кард на вихід в основну сітку
- Ежені Бушар
- Місакі Дой
- Надія Петрова
- Слоун Стівенс

Нижче наведено гравчинь, які пробились в основну сітку через стадію кваліфікації:
- Медісон Бренгл
- Рьоко Фуда
- Александра Мюллер
- Петра Рампре

## Фінальна частина

### Одиночний розряд
Надія Петрова —  Шахар Пеєр, 7–5, 6–2.
- It was Petrova's 1-й титул за рік і 10-й — за кар'єру.

### Парний розряд
Саня Мірза /  Ярослава Шведова —  Ольга Говорцова /  Алла Кудрявцева, 6–3, 6–3